# قائمة قمم الاتحاد السوفيتي والولايات المتحدة

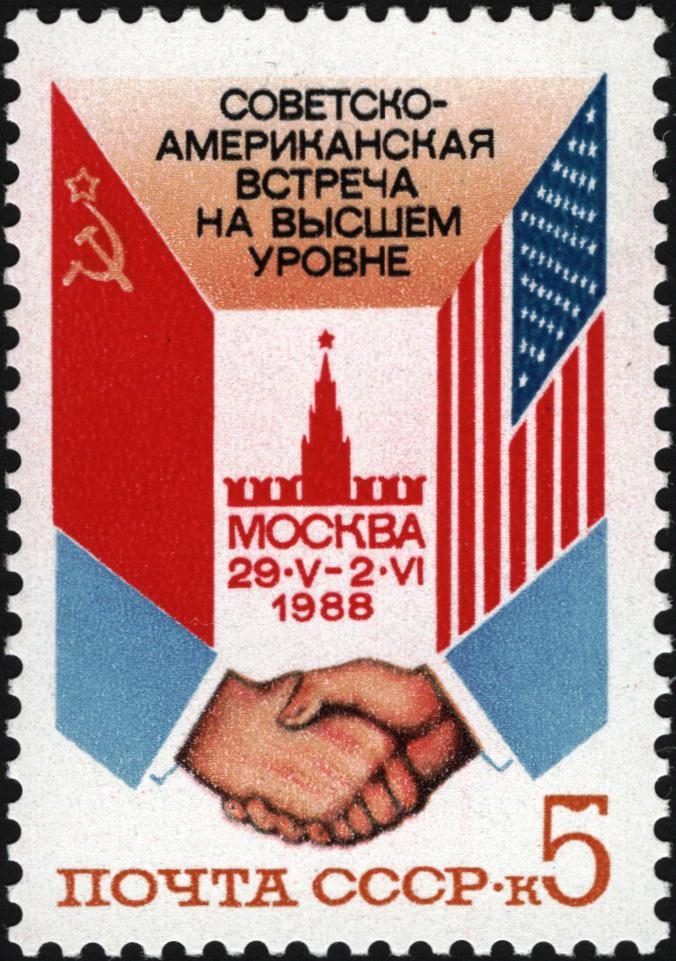
طوابع بريدية صادرة عن قمة موسكو (1988)، تُظهر برج سباسكايا والمصافحة

القمم بين الاتحاد السوفيتي والولايات المتحدة عُقدت بين عامي 1943 و1991. وتناولت المواضيع التي نوقشت خلال هذه القمم بين رئيس الولايات المتحدة وكلٍّ من الأمين العام للحزب الشيوعي السوفيتي أو رئيس وزراء الاتحاد السوفيتي في قضايا متنوعة، بدءًا من التعاون في محاربة قوى المحور أثناء الحرب العالمية الثانية، وصولًا إلى الحد من التسلح بين القوتين العظميين خلال الحرب الباردة.

## الحلفاء

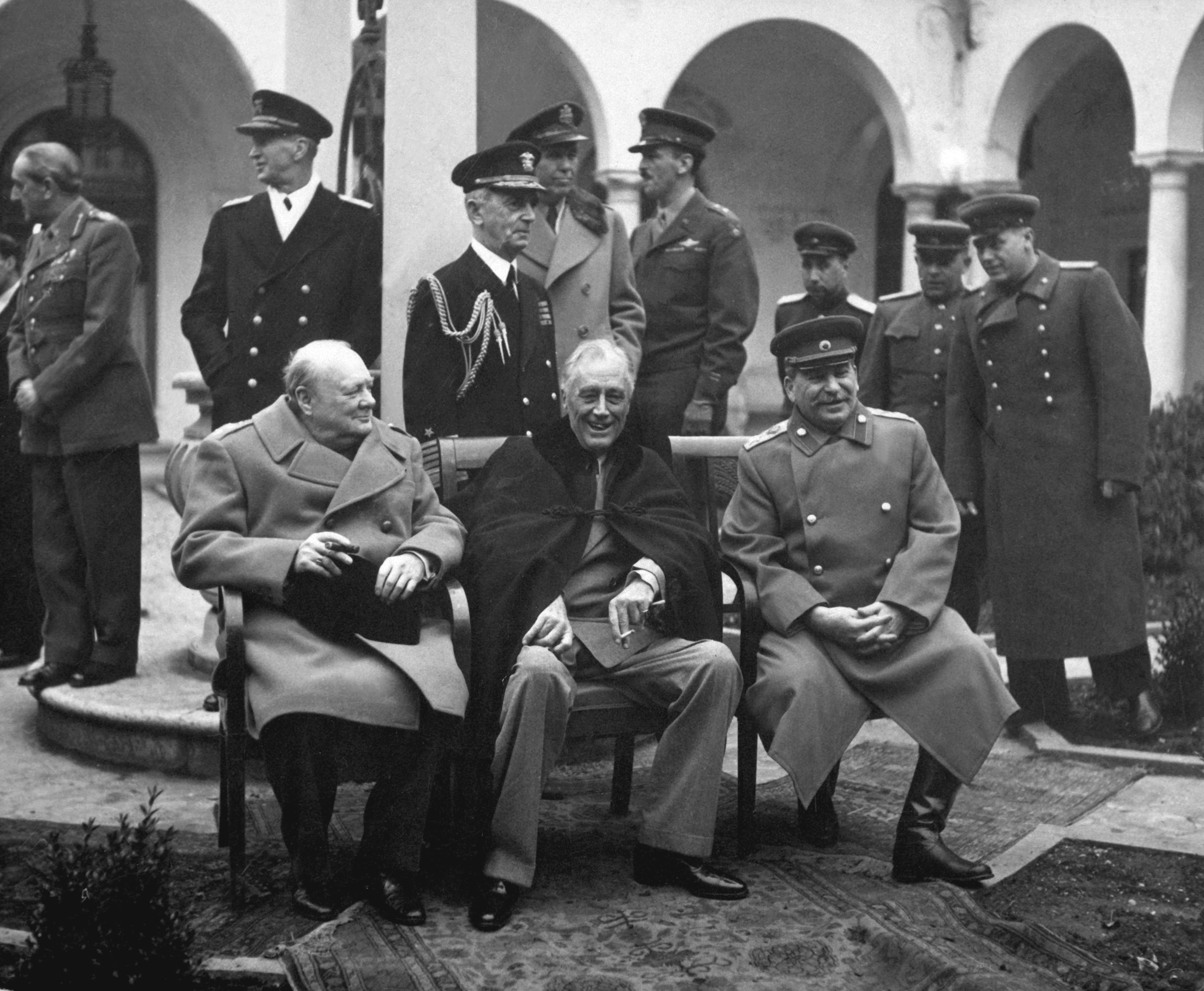
القادة الثلاثة الكبار للحلفاء في مؤتمر يالطا، فبراير 1945: ونستون تشرشل، فرانكلين روزفلت، وجوزيف ستالين.

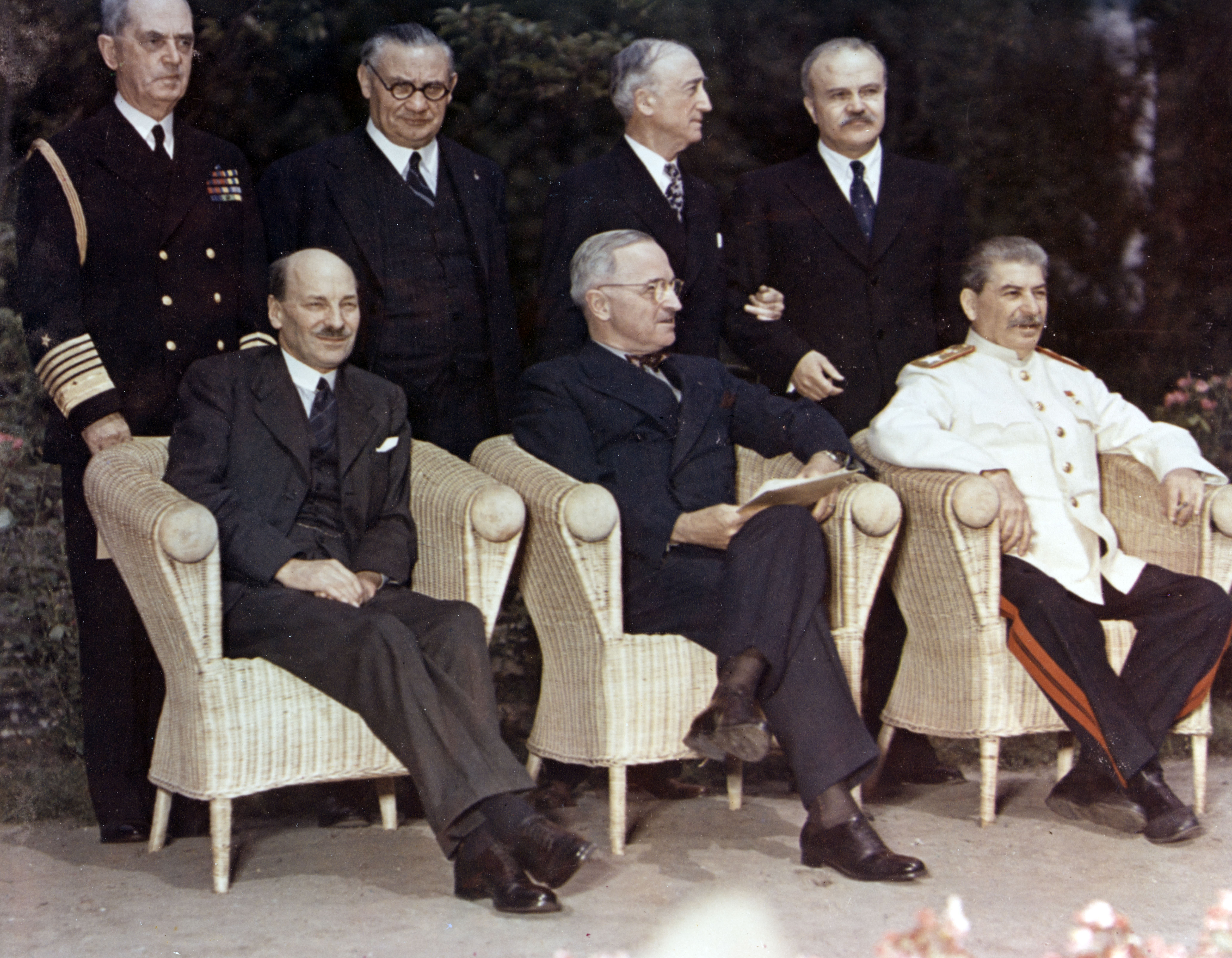
كليمنت أتلي، هاري ترومان، وجوزيف ستالين في مؤتمر بوتسدام، يوليو 1945.

| التاريخ                   | المكان  | الدولة                         | رئيس الولايات المتحدة | الأمين العام أو رئيس وزراء الاتحاد السوفيتي | ملاحظات |
| ------------------------- | ------- | ------------------------------ | --------------------- | ------------------------------------------- | --- |
| 28 نوفمبر – 1 ديسمبر 1943 | طهران   | إيران                          | فرانكلين روزفلت       | جوزيف ستالين                                | انعقد في السفارة السوفيتية في طهران، وشارك فيه أيضًا رئيس الوزراء ونستون تشرشل. اختُتم بتعهد الحلفاء الغربيين بفتح جبهة ثانية ضد ألمانيا النازية عبر غزو نورماندي، واتفقوا على دعم حركة الأنصار اليوغوسلافية بدلًا من الشتنيك. كما وافق الاتحاد السوفيتي على دعم إنشاء الأمم المتحدة بعد الحرب، والمشاركة في الحملة ضد اليابان. واتُّفق أيضًا على تقسيم ألمانيا إلى مناطق احتلال، والاعتراف باستقلال إيران بعد الحرب. |
| 4–11 فبراير 1945          | يالطا   | الاتحاد السوفيتي               | فرانكلين روزفلت       | جوزيف ستالين                                | انعقد في قصر ليفاديا، وشارك فيه أيضًا رئيس الوزراء ونستون تشرشل. كانت هذه أول زيارة لرئيس أمريكي إلى الاتحاد السوفيتي. صدر عنها إعلان يدعو إلى إنشاء مؤسسات ديمقراطية في أوروبا، وتقسيم ألمانيا وبرلين إلى مناطق احتلال أمريكية وبريطانية وفرنسية وسوفيتية. فُرضت تعويضات، وإزالة النازية، ونزع السلاح على ألمانيا بعد الحرب. حصل الاتحاد السوفيتي على اعتراف غربي بـالحكومة المؤقتة لجمهورية بولندا الموالية له، وعلى تعهد بانضمامه إلى الأمم المتحدة مقابل منح مقاعد لجميع الجمهوريات السوفيتية الست عشرة. كما اتُّفق على إجراء محاكمات نورنبرغ لمجرمي الحرب النازيين. |
| 17 يوليو – 2 أغسطس 1945   | بوتسدام | ألمانيا المحتلة من قبل الحلفاء | هاري ترومان           | جوزيف ستالين                                | انعقد في قصر سيسيلينهوف، وشارك فيه أيضًا رئيسا وزراء بريطانيا ونستون تشرشل وكليمنت أتلي (نتيجة الانتخابات العامة البريطانية 1945 التي فاز فيها حزب العمال البريطاني). تناول المؤتمر ترتيبات ما بعد الحرب، وصياغة معاهدات السلام. أقر إلغاء المؤسسات والقوانين النازية بالكامل، وبدء إصلاحات ديمقراطية، وتفكيك الصناعة الألمانية. حُدد خط أودر-نايسه كحدود بين بولندا وألمانيا. سُمحت بطرد السكان الألمان من أوروبا الشرقية. مهد المؤتمر الطريق لهيمنة الاتحاد السوفيتي على دول الكتلة الشرقية بعد الحرب.                                                                |